# (1760) Sandra
(1760) Sandra est un astéroïde de la ceinture principale.

## Description
(1760) Sandra est un astéroïde de la ceinture principale. Il fut découvert le 10 avril 1950 à Johannesburg par Ernest Leonard Johnson. Il présente une orbite caractérisée par un demi-grand axe de 3,15 UA, une excentricité de 0,13 et une inclinaison de 8,4° par rapport à l'écliptique.

## Compléments